# Gornergletscher

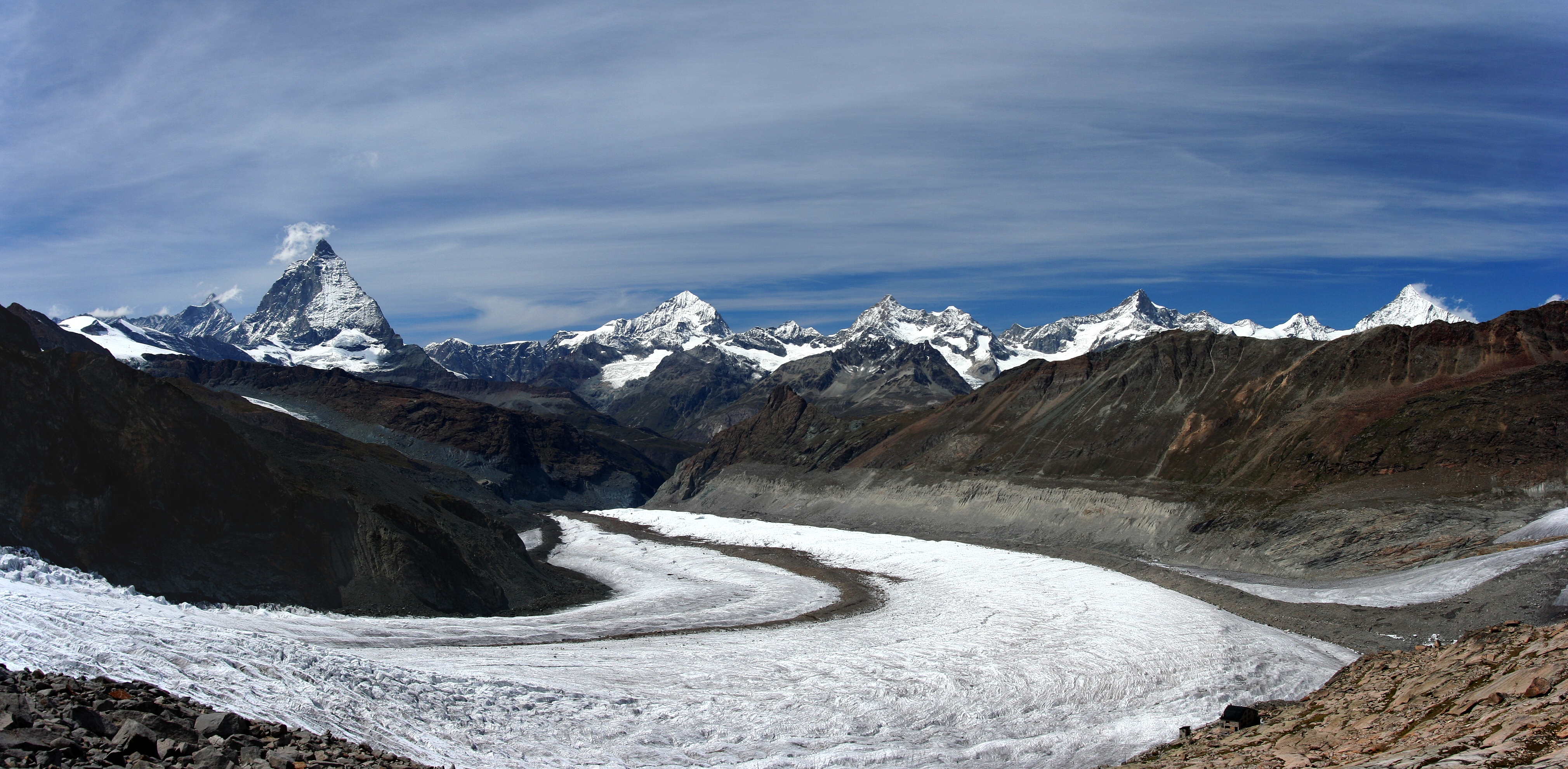
Widok na lodowce Gornergletscher i Grenzgletscher. W prawym dolnym rogu schronisko Monte Rosa Hut. W tle szczyty (od lewej): Matterhorn (4478 m), Dent Blanche (4357 m), Ober Gabelhorn (4062 m), Wellenkuppe (3903 m), Zinalrothorn (4221 m), Weisshorn (4506 m)

Gornergletscher – lodowiec wypływający z masywu Monte Rosa w Alpach Penninskich w Szwajcarii. Jest trzecim co do długości lodowcem w Alpach (14 km). Jego szerokość waha się od 1 do 1,5 km. Powierzchnia wraz z lodowcami towarzyszącymi wynosi 68 km², co plasuje go na drugiej pozycji, zaraz po lodowcu Aletschgletscher. Lodowiec daje początek potokowi Gornera, przepływającemu przez Zermatt.